# 乌莎斯山
乌莎斯山（英語：Ushas Mons）是位于金星南半球的一座2公里高（1.25英里）的火山，坐标为南纬25度、东经323度。该火山的特点是有无数条明亮的熔岩流和一组南北走向的裂谷，其中许多熔岩流似乎在喷发到表面后就已成形。然而，在中央峰区，年轻的熔岩流仍未断裂。在图片的中上部可看到一个位于裂谷中的撞击坑。断层和火山是金星上该类火山最常见的关联，据认为是由来自金星地幔的热物质大范围上涌所导致在地球上，这种现象被称为“热点”。